# ایژوفالوا
ایژوفالوا (به مجاری: Izsófalva) یک منطقهٔ مسکونی در مجارستان است که در ناحیه کازینتس‌بارتسیکا واقع شده‌است.